# الاتحاد العام الطلابي الحر
الاتحاد العام الطلابي الحر تنظيم طلابي جزائري أسس في 23 مارس سنة 1989. شعاره وحدة – حرية – عمل. يعتبره البعض امتدادا طبيعيا للاتحاد العام للطلبة المسلمين الجزائريين.

## تعريف
- الاتحاد : تعني توحيد الكلمة وتوحيد الصفوف.
- العـام : يعمل على المستوى الوطني ويتحرك عبر هيئته الجمهورية والمحلية والقاعدية.
- الطلابي : تنصب اهتماماته أساسا حول اهتمامات الطلبة.
- الحر : يهدف من ورائه إلى جعل الحرية صفة ممارسة داخل هياكل

## أسس المنظمة
- الحريات والديمقراطية: تعتمدها داخل و خارج المنظمة.
- الشورى: فهي العاصم من الانحراف و الاستبداد • الاستقلالية : فهي جدار للحفاظ على خصائص و مشروع الحركة الطلابية.[2] [3]
- الجماهرية: تعمل مع جماهير الطلبة من أجل إنجاح مشروع الحركة الطلابية إضافة إلى المشاركة – المطالبة و الرقابة.